# Eupholidoptera demirsoyi
Eupholidoptera demirsoyi är en insektsart som beskrevs av Salman 1983. Eupholidoptera demirsoyi ingår i släktet Eupholidoptera och familjen vårtbitare. Inga underarter finns listade i Catalogue of Life.